# Feliniopsis albilineata
Feliniopsis albilineata är en fjärilsart som beskrevs av W. Warren 1912. Feliniopsis albilineata ingår i släktet Feliniopsis och familjen nattflyn. Inga underarter finns listade i Catalogue of Life.